# Xã Salem, Quận Saline, Arkansas
Xã Salem (tiếng Anh: Salem Township) là một xã thuộc quận Saline, tiểu bang Arkansas, Hoa Kỳ. Năm 2010, dân số của xã này là 7.259 người.